# Biểu đồ QAPF

Biểu đồ QAPF dùng phân loại các đá magma xâm nhập

Biểu đồ QAPF là một biểu đồ tam giác đôi được sử dụng để phân loại các đá mácma dựa trên thành phần khoáng vật. QAPF là chữ viết tắt của Quartz (thạch anh), (Akali feldspar), Plagioclase, Feldspathoid. Đây là các nhóm khoáng vật được sử dụng để phân loại trong biểu đồ QAPF. Tỷ lệ Q, A, P và F được đơn giản hóa, tức được tính toán lại sao cho tổng của chúng là 100%.